# بات أوستين
بات أوستين (بالإنجليزية: Pat Austin)‏ هو سائق سباق أمريكي، ولد في 12 نوفمبر 1964 في تاكوما في الولايات المتحدة.